# 尼玛乡 (聂荣县)
尼玛乡（藏語：ཉི་མ་），是中华人民共和国西藏自治区那曲市聂荣县下辖的一个乡镇级行政单位。

## 行政区划
尼玛乡下辖以下地区：
色龙村、卓青村、龙玛尔村、铜龙村、加雄村、热达村、查仓村、玛尔库村、巴龙村、索琼村、玛尔杂村、永曲村、格色村、尼玛龙村、先培卓库村、森卡村、古龙村、俄东村、尼龙村、阿或来村和布地加村。